# 스탈린주의와 나치즘의 희생자에 대한 추모의 날

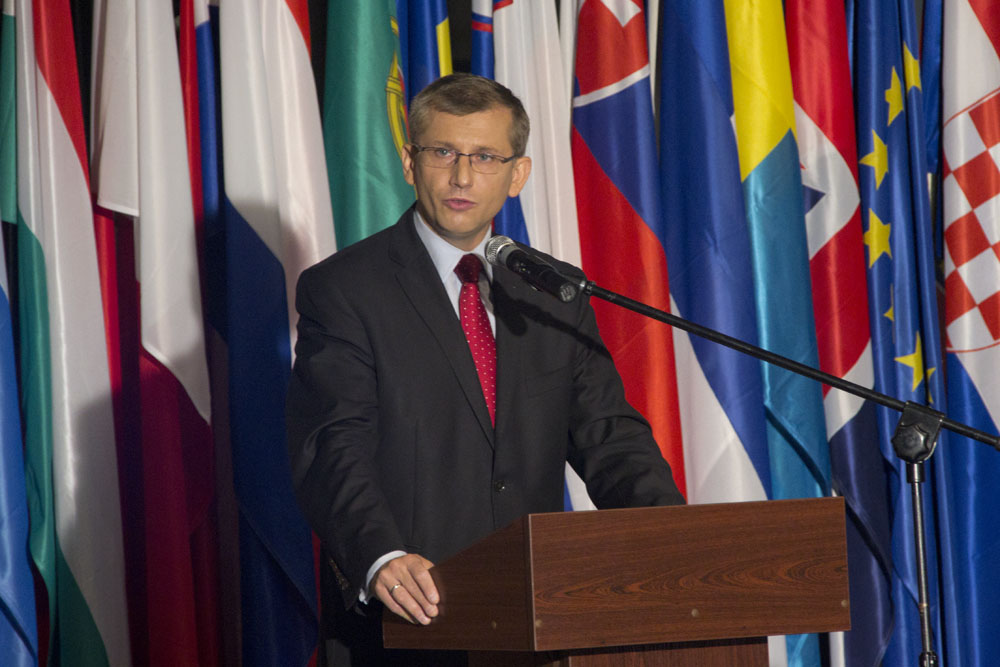

스탈린주의와 나치즘의 희생자에 대한 추모의 날(영어: European Day of Remembrance for Victims of Stalinism and Nazism) 또는 검은 리본의 날(Black Ribbon Day)은 매년 8월 23일에 지정되어 있는 추모날이다. 2008/2009년 유럽 의회가 지정한 것으로, "유럽 전체가 전체주의와 권위주의의 공평성과 정의를 알고 피해자를 추모한다."라는 의미를 가진다.

## 같이 보기
- 백중날
- 유럽 기억양심정강
- 국제 홀로코스트 희생자 추모의 날